# Barrpuckelspindel
Barrpuckelspindel (Gibbaranea omoeda) är en spindelart som först beskrevs av Tord Tamerlan Teodor Thorell 1870.  Barrpuckelspindel ingår i släktet Gibbaranea och familjen hjulspindlar. Arten är reproducerande i Sverige. Inga underarter finns listade.